# Distretto di Picota
Il distretto di Picota è uno dei dieci distretti  della provincia di Picota, in Perù. Si trova nella regione di San Martín e si estende su una superficie di 218,72 chilometri quadrati.

Istituito il 14 agosto 1920, ha per capitale la città di Picota; al censimento 2005 contava 7.551 abitanti.